# Bassa de Peremartell
La Bassa de Peremartell és una surgència d'aigua del terme municipal de Castell de Mur, en territori de la vila de Guàrdia de Noguera,al Pallars Jussà. Temps enrere formava part de l'antic municipi de Guàrdia de Tremp.
És a 550 msnm, a la dreta del barranc de Mur, al sud de la Solana del Castell, al nord de Guàrdia de Noguera.